# Festival international du pastel
Le Festival international du pastel est un festival ayant lieu tous les ans en juillet et août, dans la ville de Feytiat, située près de Limoges.

## Édition 2008
Les invités d'honneurs étaient The Degas Pastel Society Société de pastellistes américains de Louisiane et Gueorgui Chichkine, pastelliste russe.
Le vernissage, qui s'est déroulé en présence de Jean-Paul Denanot, président du conseil régional, Alain Rodet, député-maire de Limoges, Bernard Delage, vice-président du conseil général, Bertrand Fourniaud, maire de Feytiat et Jean-Pierre Mérat, président de la Société des pastellistes de France, a permis aux invités d'admirer une démonstration de l'invité d'honneur, Gueorgui Chichkine.
Ce Festival créé en 2001 par la Société des pastellistes de France et la ville de Feytiat accueille près de 20 000 visiteurs de toute l'Europe.
Depuis 25 ans, la Société des pastellistes de France entame une véritable « croisade » pour que l'art du pastel sorte de l'oubli.[réf. nécessaire]
La presse l’a qualifié de « réussite incroyable ».[réf. nécessaire]
Les expositions internationales de la Société surprennent des milliers de visiteurs, émerveillés par la diversité des œuvres, les maîtrises techniques et la beauté des œuvres des pastellistes professionnels de toutes nationalités.